# Gyllenhuvad lejontamarin
Gyllenhuvad lejontamarin (Leontopithecus chrysomelas) är en däggdjursart som först beskrevs av Heinrich Kuhl 1820.  Leontopithecus chrysomelas ingår i släktet lejontamariner och familjen kloapor. Inga underarter finns listade.

## Utseende
Påfallande är artens gyllene man kring ansiktet som gav upphov till djurets trivialnamn. Hanar och honor skiljer sig inte i utseende men honor är allmänt lite större. Övrig kropp har allmänt en svartaktig färg med undantag av extremiteterna och svansens ovansida som likaså är gyllen. Armarna och bakbenen är lika långa och individerna går på fyra ben över grenar. Med undantag av tummen, som bär en tillplattad nagel, är alla tår utrustade med klor.
Kroppslängden (huvud och bål) är 22 till 26 cm, svanslängden är 33 till 40 cm och vikten varierar mellan 480 och 700 gram.

## Utbredning och habitat
Gyllenhuvad lejontamarin förekommer i ett 19 000 km² stort område i östra Brasilien (delstaterna Bahia och Minas Gerais) vid Atlanten. Arten vistas huvudsakligen i ursprungliga tropiska regnskogar. Den kan i viss mån anpassa sig till andra skogar eller människans kakaoodlingar.

## Ekologi
Denna kloapa är aktiv på dagen. Den äter främst frukter som kompletteras med blommor, nektar, gummi och trädens vätskor. Gyllenhuvad lejontamarin har även smådjur som insekter, grodor, snäckor, spindlar och ödlor som föda.
Gyllenhuvad lejontamarin lever i flockar av upp till 11 individer (oftast 5 till 8) som vanligen består av ett föräldrapar och deras ungar. Ibland ingår flera könsmogna djur i gruppen men bara det dominanta paret fortplantar sig. Flockens revir är mellan 40 och 100 hektar stort.
Efter dräktigheten som varar 125 till 130 dagar föder honan oftast tvillingar. Ungarnas vikt motsvarar 9 - 15 % av moderns vikt vad som är påfallande tung jämförd med andra primater. Honas kraft behövs nästan helt för födelsen och digivning och därför hjälper andra honor och hanar från flocken med ungarnas uppfostring. Med bra arbetsdelning i gruppen kan honan ha två kullar per år.

## Status och hot
Gyllenhuvad lejontamarin har flera naturliga fiender som ozelot, större ormar och rovfåglar.
Regnskogen där arten bor blev kraftig decimerad och dagens utbredningsområde motsvarar bara 2 till 5 procent av det ursprungliga utbredningsområdet. I odlingsområden lämnas numera delar av den ursprungliga skogen kvar vad som ger möjlighet till vandringar mellan olika populationer. Tidigare fångades flera individer för djurparker men denna förlust har nu kompenserats av avlade individer som återlämnades i frihet. Utbredningsområdet ligger delvis i Serra sa Lontras nationalpark samt i andra skyddsområden. Trots allt minskade beståndet med uppskattningsvis 50% under de senaste 21 åren. IUCN kategoriserar arten globalt som starkt hotad (EN).